# Naci Erdem
Naci Erdem (* 28. Januar 1931 in Istanbul; † 28. März 2022 ebenda) war ein türkischer Fußballspieler und -trainer. Durch seine langjährige Tätigkeit für Fenerbahçe Istanbul wird er stark mit diesem Verein assoziiert. Auf Fan- und Vereinsseite wird er als einer der bedeutendsten Spieler der Klubgeschichte aufgefasst. Ferner gilt er auch für Fatih Karagümrük als Symbolfigur; hier war er als Spieler, Trainer und als Vereinspräsident tätig. Er gehörte zum Kader der Türkei während der Fußball-Weltmeisterschaft 1954.

## Spielerkarriere

### Verein
Erdem begann mit dem Fußballspielen auf der Straße und spielte dann kurze Zeit in der Jugend von Fatih Karagümrük. Anschließend wurde er in den Profikader aufgenommen und setzte sich schnell als Stammspieler durch. Karagümrük war zu jener Zeit den drei großen Istanbuler Vereinen Fenerbahçe, Beşiktaş Istanbul und Galatasaray Istanbul ebenbürtig und hatte mehrere Nationalspieler in seinen Reihen. Für diesen Verein spielte er bis zum Jahr 1953 und musste bereits ein Jahr vorher seinen Militärdienst antreten. Im ersten Jahr war noch eine Tätigkeit für Karagümrük möglich, im zweiten Jahr seines Militärdienstes nicht mehr. So spielte er 1953 in der Militärliga für die Mannschaft der Luftabwehr, der Havagücü.
Im gleichen Jahr wechselte er dann zu Fenerbahçe. Hier erkämpfte er sich auf Anhieb einen Stammplatz und wurde mit seiner Mannschaft zweimal Meister der regional ausgetragenen İstanbul Futbol Ligi. Im Sommer 1959 errang man die erste Meisterschaft der neugegründeten und landesweit ausgelegten Süper Lig. Zwei Jahre gelang es der Mannschaft, erneut die Meisterschaft für sich zu entscheiden. Erdem war die letzten Jahre bei Fenerbahçe auch als Mannschaftskapitän tätig. Im Winter 1962 gab er bei Fenerbahçe verletzungsbedingt das Ende seiner Karriere bekannt.
Nachdem seine Verletzungen besser als erhofft auskuriert waren, entschied er sich für ein Comeback. Er startete bei dem damaligen Erstligisten Beyoğluspor einen Neuanfang. Nachdem dieser Verein zum Saisonende jedoch den Klassenerhalt verpasst hatte, entschied sich Erdem für einen Wechsel.
Zur Saison 1964/65 heuerte er bei Galatasaray Istanbul. Auch hier wurde er auf Anhieb Stammspieler und konnte bereits in seiner ersten Saison zum ersten Mal in seiner Fußballerlaufbahn den Türkischen Fußballpokal gewinnen. Nachdem er eine weitere Spielzeit für die Rot-Gelben aktiv war und erneut den Türkischen Fußballpokal gewinnen konnte, beendete er endgültig seine aktive Fußballspielerkarriere.
1966 übernahm er den Zweitligisten Edirnespor als Spielertrainer und ein Jahr noch teilweise als Spieler aktiv.

### Nationalmannschaft
Erdem nahm mit der türkischen Nationalmannschaft an der Weltmeisterschaft 1954 teil. Hier belegte man am Ende der Gruppenphase punktgleich mit der deutschen Auswahl den zweiten Tabellenplatz. Obwohl man das bessere Torverhältnis hatte, wurde nach der damaligen Regelung der Gruppenzweite durch ein Entscheidungsspiel zwischen diesen beiden Teams entschieden. In dieser Begegnung, die Deutschland 7:2 für sich entschied, gab Erdem sein Länderspieldebüt.
Fortan gehörte er zu den Spielern die, mit einigen Ausnahmen, regelmäßig zur Nationalmannschaft berufen wurden. Er spielte für die Türkei in den Qualifikationsrunden der zum ersten Mal ausgetragenen Europameisterschaft 1960, der Weltmeisterschaft 1962, der Europameisterschaft 1964 und der Weltmeisterschaft 1966. Er absolvierte insgesamt 34 Begegnungen für die Ay-Yıldızlılar und bestritt drei dieser Spiele als Mannschaftskapitän.
Nach der verheerenden 0:6-Heimniederlage im Qualifikationsspiels der WM 1966 gegen die Tschechoslowakische Auswahl wurde er nicht mehr für die Nationalmannschaft nominiert.

## Trainerkarriere
Im Anschluss seiner aktiven Laufbahn trainierte er mehrere Mannschaften der unteren türkischen Ligen.

## Erfolge
Mit Fenerbahçe Istanbul
- Meister der İstanbul Profesyonel Ligi: 1956/57, 1958/59
- Türkischer Meister: 1959, 1960/61

Mit Galatasaray Istanbul
- Türkischer Vizemeister: 1965/66
- Türkischer Pokalsieger: 1964/65, 1965/66

Mit der Türkischen Nationalmannschaft
- Teilnehmer der Weltmeisterschaft: 1954